# جورج بيرجمان
جورج بيرجمان (بالألمانية: Georg Bergmann)‏ هو رسام ألماني، ولد في 9 أبريل 1819 في تسيله في ألمانيا، وتوفي في 14 أكتوبر 1870 في هيلدسهايم في ألمانيا.